# Clare Douglas
Clare Douglas (* 21. Februar 1944 in Ipswich; † 9. Juli 2017 in Frankreich) war eine britische Filmeditorin.

## Leben
Douglas studierte an der Bristol University Englisch und Drama. 
Douglas begann ihre Tätigkeit als Editorin im Filmgeschäft zu Beginn der 1970er Jahre. Bis in die 2000er Jahre hinein war sie fast ausnahmslos für verschiedene Fernsehproduktionen tätig, darunter mehrere Miniserien und Fernsehfilme.  
Für ihre Montage von Bloody Sunday war sie 2003 für den BAFTA TV Award nominiert. Bereits 1980 und 1983 war sie für diesen Preis nominiert gewesen, 2004 erfolgte eine weitere Nominierung.
Ihr größter Erfolg und wohl bekanntester Film ist Flug 93 aus dem Jahr 2006. Für diesen Film war sie zusammen mit ihren Kollegen Richard Pearson und Christopher Rouse für den Oscar in der Kategorie Bester Schnitt nominiert. Zudem wurden sie mit dem BAFTA Award für den Besten Schnitt ausgezeichnet und erhielten einen Online Film Critics Society Award.

## Filmografie (Auswahl)
- 1979: König, Dame, As, Spion (Tinker Tailor Soldier Spy)
- 1986: Diesseits von Afrika (The Happy Valley)
- 1993: Lippenstift an Deinem Kragen (Lipstick on Your Collar)
- 1994: Karaoke
- 1995: Midnight Movie
- 1996: Cold Lazarus
- 1997: Magic Maggie (The Misadventures of Margaret)
- 2002: Bloody Sunday
- 2005: Gideon’s Daughter
- 2006: Flug 93 (United 93)